# 絹川柊佳
絹川 柊佳（きぬがわ しゅうか ）は、日本の歌人。

## 経歴
2016年、「いつも明るい」で第59回短歌研究新人賞を受賞し商業誌にデビュー。2022年、第1歌集『短歌になりたい』を刊行。

## 受賞歴
- 2016年 - 第59回短歌研究新人賞受賞

## 著作

### 歌集
- 『短歌になりたい』（2022年5月30日、短歌研究社）ISBN 978-4-86272-710-7